# Похьян (стадион)
Стадион Похьян (фин. Pohjan stadion) — центральное спортивное сооружение Торнио (Финляндия).

## История
Стадион был построен в 1952 году на месте бывшего гравийного карьера. В этом же году Олимпийские игры прошли в Хельсинки. Этап эстафеты Олимпийского огня прошёл через город и завершилась на стадионе Торнио. С 1953 года начали проводить гонки с факелами, которые проходили до начала 2000-х годов. В качестве напоминания о визите Олимпийского огня в Торнио Энсио Сеппанен специально спроектировал статую для стадиона. Соревнования по лёгкой атлетике также регулярно проходят на городском стадионе.
Футбольный клуб Tornio Pallo-47 (TP-47) играет все свои домашние матчи на стадионе Похьян и должен был построить дополнительную трибуну, раздевалки и душевые комнаты. Стадион на 1350 мест и общей вместимостью около 3500 зрителей. В 2004 и 2005 годах клуб TP-47 играл в Высшем дивизионе Финляндии, в этот период посещаемость стадиона составляла более 3000 зрителей.
До начала 1980-х годов стадион Похьян также служил площадкой для игры в хоккей с мячом и был домашним для команды Tornion Palloveikot. Самым выдающимся событием в истории стадиона стал стартовый матч чемпионата мира хоккею с мячом 1975 года в присутствии более чем 4000 зрителей между Швецией и Советским Союзом.
В 1962 году в северном углу стадиона Похьян был построен трамплин для прыжков на лыжах, потому трамплин в Коккокангасе был слишком велик для начинающих в 1960-х годах. Высота трамплина составляла 13 метров. Когда в 1970-х годах снизился интерес к этому виду спорта, трамплин был разрушен.
В непосредственной близости от стадиона находится поле для гольфа с девятью лунками.

## Международные соревнования
- Чемпионат мира по хоккею с мячом 1975
- Чемпионат мира по хоккею с мячом 2001